# San Giuliano Terme
San Giuliano Terme is een gemeente in de Italiaanse provincie Pisa (regio Toscane) en telt 30.757 inwoners (31-12-2004). De oppervlakte bedraagt 91,7 km², de bevolkingsdichtheid is 335 inwoners per km².
De volgende frazioni maken deel uit van de gemeente: La Figuretta

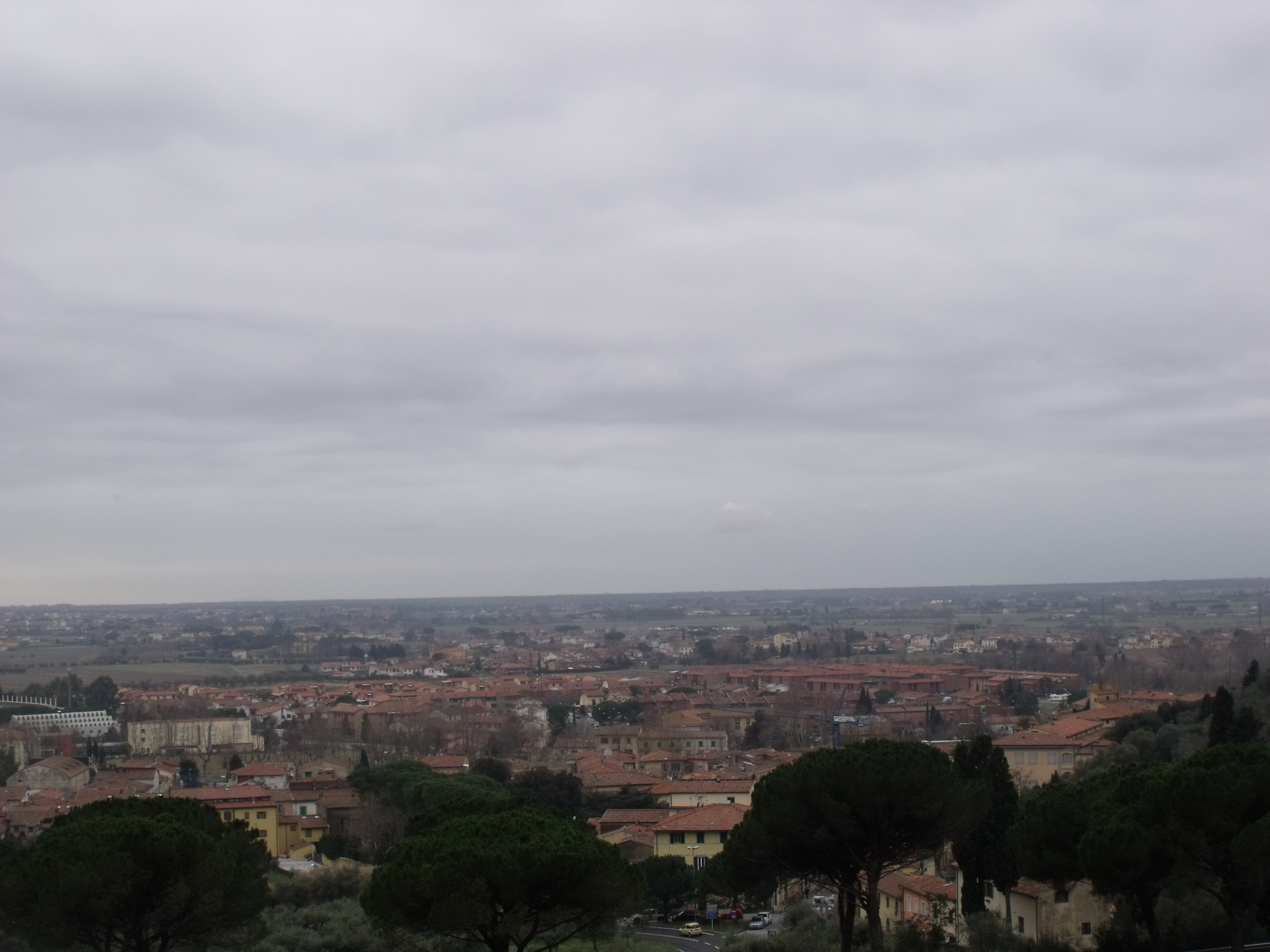
San Giuliano Terme
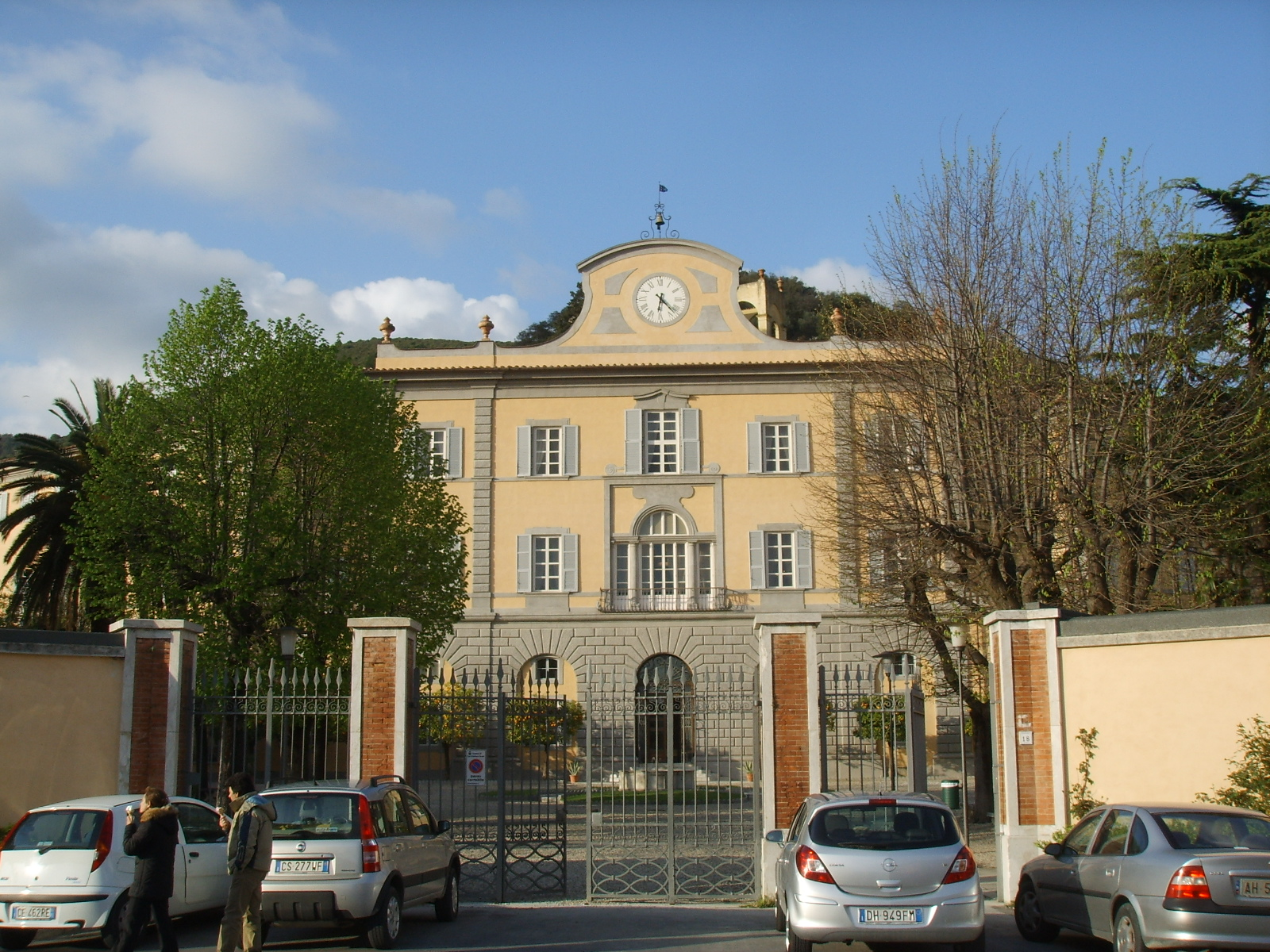
Thermen in San Giuliano Terme

## Demografie
San Giuliano Terme telt ongeveer 11334 huishoudens. Het aantal inwoners steeg in de periode 1991-2001 met 7,8% volgens cijfers uit de tienjaarlijkse volkstellingen van ISTAT.
| Jaar | Inwoneraantal |
| ---- | ------------- |
| 1991 | 28.188        |
| 2001 | 30.392        |

## Geografie
De gemeente ligt op ongeveer 6 meter boven zeeniveau.
San Giuliano Terme grenst aan de volgende gemeenten: Calci, Capannori (LU), Cascina, Lucca (LU), Pisa, Vecchiano, Vicopisano.

## Monuments
- Villa Alliata
- Villa Alta
- Villa Bosniasky
- Villa Dal Borgo Kinsky
- Villa di Agnano
- Villa di Arena Metato
- Villa di Asciano
- Villa di Corliano
- Villa di Malpietra
- Villa Federighi
- Villa Gambini
- Villa Le Molina
- Villa Mazzarosa Prini Aulla
- Villa Poschi
- Villa Roncioni
- Villa Scerni
- Villa Studiati Berni
- Villa Tadini
- Villa Vaccà Berlinghieri

## Geboren
- Francesco Morini (1944-2021), voetballer